# Chrysiptera springeri
Chrysiptera springeri is een  straalvinnige vissensoort uit de familie van rifbaarzen of koraaljuffertjes (Pomacentridae). De wetenschappelijke naam van de soort is voor het eerst geldig gepubliceerd in 1976 door Allen & Lubbock.